# Warwara Sawieljewa
Warwara Fiodorowna Sawieljewa (ros. Варвара Фёдоровна Савельева, ur. 22 czerwca 1928 we wsi Ponomarienki w rejonie charkowskim, zm. 25 lipca 2016 w Bezludiwce w rejonie charkowskim) – radziecka dójka, przodownica pracy, Bohater Pracy Socjalistycznej (1966).

## Życiorys
Urodziła się w rodzinie chłopskiej. Od 1948 pracowała jako dójka w kołchozie Pobieda (późniejszy sowchoz Bezludowski) w rejonie charkowskim w obwodzie charkowskim. Co rok pozyskiwała średnio ponad 4000 kg mleka od każdej ze stu krów. Była nowatorem hodowli, jako jedna z pierwszych w ZSRR przestawiła się na utrzymywanie wielkich stad krów. Od 1957 należała do KPZR. Była delegatem na XXII, XXIV i XXVI Zjazdy KPZR (w 1961, 1971 i 1981). Była też delegatem na XXII i XXIII Zjazdy Komunistycznej Partii Ukrainy (w 1961 i 1966), była członkiem KC KPU (1961-1966). W 1975 otrzymała Nagrodę Państwową Ukraińskiej SRR, a 9 sierpnia 2001 honorowe obywatelstwo rejonu charkowskiego.

## Odznaczenia
- Medal Sierp i Młot Bohatera Pracy Socjalistycznej (22 marca 1966)
- Order Lenina (22 marca 1966)
- Order Rewolucji Październikowej (8 kwietnia 1971)
- Order Przyjaźni Narodów (14 grudnia 1981)
- Order „Znak Honoru” (26 lutego 1958)

I medale.